# Charles Blount
Charles Blount (ur. 27 kwietnia 1654, zm. sierpień 1693) – angielski pisarz i filozof deista.

## Dzieła
- Anima mundi (1679)
- The Two First Books of Philostratus Concerning the Life of Apolonius Tyaneus (1690)
- Oracles of Reason (1693)